# Georg Busolt
Georg Busolt (13. november 1850—2. september 1920) var en tysk historiker. 
Busolt blev 1897 professor i Göttingen. Hans vigtigste skrifter er: Der zweite athenische Bund (1875), Die Lakedämonier und ihre Bundesgenossen (sammesteds 1878), Forschungen zur griechischen Geschichte (1880), Griechische Geschichte (3 bind, 1885—97; 2. oplag 1893—95) og Die griechische Staats- und Rechtsaltertümer (2. oplag, 1892). 